# Florimond Cornellie
Florimond Joseph Cornellie (ur. 1 maja 1894, zm.  w 1978) – belgijski żeglarz, olimpijczyk, zdobywca złotego medalu w regatach na letnich igrzyskach olimpijskich w 1920 roku w Antwerpii.
Na Letnich Igrzyskach Olimpijskich 1920 zdobył złoto w żeglarskiej klasie klasie 6 metrów (formuła 1907). Załogę jachtu Edelweiß tworzyli również Émile Cornellie i Frédéric Bruynseels.
Jego ojcem był Émile Cornellie, również żeglarz-olimpijczyk.